# Meganephria eremita
Meganephria eremita là một loài bướm đêm trong họ Noctuidae.